# جواد نوروزبیگی
جواد نوروزبیگی (زاده ۳ فروردین ۱۳۴۵ در تهران) تهیه‌کننده سینما اهل ایران است.
وی فعالیت سینمایی را با فیلم سجاده آتش به کارگردانی احمد مرادپور به عنوان مشاور نظامی کارگردان آغاز کرد.

## زندان برای برادران لیلا
در مهر ۱۴۰۲ جواد نوروزبیگی به اتهام فعالیت تبلیغی علیه نظام به ۶ ماه زندان تعزیری و تعلیقی محکوم شد.

## تهیه‌کننده
- بامداد خمار (۱۴۰۱)
- پدر گواردیولا (۱۴۰۰)
- میدان سرخ (۱۴۰۰)
- شبکه مخفی زنان (۱۴۰۰٬۱۴۰۱)
- برادران لیلا (۱۴۰۰)
- آهنگ دو نفره (۱۳۹۹)
- تصور (۱۳۹۹)
- آهو (۱۳۹۹)
- بی همه چیز (۱۳۹۹)
- روشن (۱۳۹۹)
- عنکبوت (۱۳۹۸)
- خون شد (۱۳۹۸)
- کشتارگاه (۱۳۹۸)
- مهمانخانه ماه نو (۱۳۹۷)
- رحمان ۱۴۰۰ (۱۳۹۷) (مجری طرح)
- زهرمار (۱۳۹۷)
- سراسر شب (۱۳۹۶)
- مارموز (۱۳۹۶)
- تابستان داغ (۱۳۹۵)
- جاودانگی (۱۳۹۴)
- ربوده شده (۱۳۹۴)
- کژال (۱۳۹۴)
- سلام بمبئی (۱۳۹۴)
- جاودانگی (۱۳۹۴)
- ماحی (۱۳۹۴)
- آمین (۱۳۹۳)
- اعترافات ذهن خطرناک من (۱۳۹۳)
- بهمن (۱۳۹۳)
- تابو (۱۳۹۳)
- سکوت رعنا (۱۳۹۳)
- من دیه گو مارادونا هستم (۱۳۹۳)
- طبقه هساث (۱۳۹۲)
- ملبورن (۱۳۹۲)
- مروارید (۱۳۹۱)
- پروانگی (۱۳۹۰)
- خرس (۱۳۹۰)
- من و زیبا (۱۳۹۰)
- یک سطر واقعیت (۱۳۹۰)
- سوگ (۱۳۸۹)
- سیزده ۵۹ (۱۳۸۹)
- صدای پای من (۱۳۸۹)
- پرسه در مه (۱۳۸۸)
- خاله سوسکه (۱۳۸۸)
- پستچی سه بار در نمی‌زند (۱۳۸۷)
- یک وجب از آسمان (۱۳۸۷)
- خدا نزدیک است (۱۳۸۵)

## جشنواره‌ها
- کاندیدای بهترین دستاورد هنری و فنی (صدای پای من) در بیست و پنجمین دوره جشنواره فیلم کودکان و نوجوانان - ۱۳۹۰

| جشنواره                                   | قسمت                   | نامزد          | فیلم                                                  | نتیجه    |
| ----------------------------------------- | ---------------------- | -------------- | ----------------------------------------------------- | -------- |
| سی و پنجمین جشنواره فیلم فجر              | بهترین فیلم            | جواد نوروزبیگی | تابستان داغ                                           | نامزدشده |
| سی و سومین جشنواره فیلم فجر               | جایزه ویژه هیئت داوران | جواد نوروزبیگی | اعترافات ذهن خطرناک من ،بهمن، من دیه گو مارادونا هستم | برنده    |
| سی و سومین جشنواره فیلم فجر               | بهترین فیلم            | جواد نوروزبیگی | من دیه گو مارادونا هستم                               | نامزدشده |
| سی و دومین جشنواره فیلم فجر (بخش نگاه نو) | بهترین فیلم            | جواد نوروزبیگی | ملبورن                                                | نامزدشده |
| بیست و هفتمین جشنواره فیلم فجر            | بهترین فیلم            | جواد نوروزبیگی | پستچی سه بار در نمی‌زند                                | نامزدشده |